# Jean Parisot de la Valette
Jean Parisot de Valette (rojen 1494, umrl na Malti 21. avgusta 1568) je bil rojen v plemeniti družini v Quercyju. Kot vitez sv. Janeza se je pridružil Langue de Provence, ter se srčno boril proti Turkom na Rodosu. Kot Veliki Mojster je postal junak reda in slikovit voditelj s poveljevanjem upora proti otomanskem kraljestvu v veliki malteški bitki leta 1565, katero marsikateri zgodovinar šteje med največje bitke vseh časov. Veliki Mojster hospitalcev je postal 21. avgusta 1557.

## Zgodnje življenje
Več generacij je bila Valettova družina pomembna v Franciji. Kar nekaj njenih članov je spremljalo francoske kralje na prvem, drugem, četrtem, petem in šestem križarskem pohodu. Jean Parisot-ov ded, Bernard de Valette, je bil vitez v kraljevi četi, njegov oče pa je bil Chevalier de France. Jean Parisot je bil daljni bratranec (preko skupnega prednika Amarica de Valette) Jean Louis de Nogareta de La Valette, prvega vojvoda Eperona.
O njegovem zgodnjem življenju je znanega le malo, kljub temu da je bil prisoten pri velikem obleganju Rodosa leta 1523 in je spremljal velikega mojstra Philippe Villiers de L'Isle-Adama po izgonu reda z Rodosa, katerega so izgnali otomanski Turki pod vodstvom Sulejmana Veličastnega. Čeprav je globalno znan kot »La Valette«, ga tako pravzaprav v času njegovega življenja ni klical nihče. Poznan je bil preprosto z imenom Jean de Valette in vzdevkom Parisot. Napaka se je pojavila nekaj desetletji po njegovi smrti, ko so ga ljudje začeli mešati z mestom, poimenovanim v njegovo čast, »La Citta Valletta«. Čeprav naj bi leto njegovega rojstva bilo 1494, oba letopisca velikega obleganja Malte Francisco Balbi di Correggio in Hipolito Sans, pravita, da je bil star 67 let v tistem času, kar pa nakazuje, da je bil rojen 1498. V svojem delu »Zgodovina reda sv. Janeza« zgodovinar 18. stoletja, Abbe Vertot (čigar zgodovina je v veliki meri osnovana, vendar velikokrat zavajujoča, na zgodnji zgodovini Giacomo Bosia) nakazuje, da je bil Valette dejansko iste starosti kot Sulejman I. in Lala Mustafa (poveljnik otomanske pehotne sile), kar bi pomenilo, da je bil v času obleganja dejansko star 70 let.

## Vzpon znotraj Reda
Leta 1538 je na Malti Valette skoraj do smrti pretepel laika ter bil zato obsojen na štiri mesece v guvi (luknja v zemlji) na otoku Gozo. Kasneje je bil za dve leti pregnan v Tripoli, kjer je služil kot vojaški guverner. Ob njegovi vrnitvi je bil ponovno kaznovan, tokrat ker je s seboj pripeljal črnega sužnja, kateri ni bil dober za prodajo. 1541 so ga ujeli Barbaryjski pirati. Pod poveljstvom Turguta Reisa je bil prisiljen v enoletno suženjsko delo na galeji. 1554 je bil Valette izvoljen za generalnega kapitana Redovnih galej. To je bila velika čast za Langue de Provence, saj so skozi zgodovino reda mesto velikega admirala po navadi zasedali Vitezi velikega križa, pripadniki Langue Italian. S tem je dosegel, da se je njegovo ime izstrelilo med imena velikih pomorskih kapitanov, kot je bil takrat tudi Chevalier Mathurin Romagas – eden največji katoliških pomorskih poveljnikov vseh časov. Pravzaprav sta imeli obe strani izredno nadarjene pomorščake. Če so bili Valette, Romegas in Juan de Austria najboljši poveljniki, katere so lahko krščanske sile pripeljale v spopad, pa so na drugi strani islamske sile razpolagale z možmi, ki so imeli prav tako izjemne pomorske in voditeljske sposobnosti, ljudi kot sta admirala Barbarossa in Dragut (=Turgut). Po smrti velikega mojstra Claude de la Senglea leta 1557, so Vitezi, boječ se napada, ki je brez vprašanja bil vse večja pika na obzorju, izvolili Valetta na mesto novega Velikega Mojstra.
- Zastava Suverenega malteškega viteškega reda

## Obleganje Malte
Malteški vitezi, z de Valettom na čelu, so se uspešno obranili turškega napada v veliki bitki za Malto leta 1565, v kateri so kljub zmogljivostni premoči napadalcev, katoliki uspeli zdržati 3 mesece napadov s strani otomanskih sil, katere so vsebovale nič manj kot 30,000 vojakov, vključujoč notorične janičarje in Sultanovo prestižno floto kakih 40 vojnih ladji. Krvava bitka, v kateri se je pokazala neizmerna brutalnost, je ena najbolj znanih in najbolj obupnih obleganj vseh časov. Kot rezultat zmage Reda, je pridobil velik prestiž v Evropi, vendar je kljub temu zavrnil mesto kardinala, ki mu je bilo ponujeno, ker je želel obdržati neodvisnost od papeža. S tem je ilustriral svojo skromnost in pobožnost, kot bojevniški menih. Kakorkoli že, pa je bilo pogosto spregledano, da je kot Veliki Mojster Reda, avtomatično imel enak položaj kot najmlajši kardinal v Cerkvi in je užival kardinalske ugodnosti, ne da bi mu bilo treba biti vpleten v politiko Svetega sedeža. Že od samega začetka je Veliki Mojster Reda bil dolžan zapriseči le papežu in je še danes kot vrhovni voditelj Reda prepoznan v Združenih narodih in 100 državah po svetu.
Med obleganjem se je Valette dokazal kot hladen, neizprosen in premišljen poveljnik. Izredno religiozen, je posvetil telo in dušo Redu in veri. Pripravljen je bil trpeti vse do smrti raje kot da bi pustil "nevernikom" zmago.
- Obleganje Malte, prihod turških sil

## Zadnja leta
Po veliki bitki je leta 1566 organiziral izgradnjo novega mesta Vallette, v katerem prvi kamen pa je postavil sam z lastnimi rokami. To se je dogajalo na pobočjih gore Sciberras, kjer se je turška vojska uštela, ko je poskušala preplaviti Fort St. Elmo, trdnjavo za katero so Turki mislili, da bo padla po treh ali štirih dneh, vendar je le ta zaradi poguma njenih branilcev zdržala 30 dni.
Mesto imenovano po njenem ustanovitelju - Humilissima Civitas Vallettae – je postalo poznano kot najbolj aristokratska in ekskluzivna trdnjava v Evropi, mesto pogosto naslovljeno »Superbissima« - »najponosnejše«. Valletta je do današnjega dne ostala malteško glavno mesto.
Jean Parisot de la Valette je mirno umrl leta 1568, še pred dokončno izgradnjo mesta. Njegov grob v obliki sarkofaga se nahaja v kriptoriju v so-katedrali sv. Janeza znotraj Vallettinih zidov. Napis na grobnici, katerega je napisal njegov latinski tajnik, sir Oliver Starkey, zadnji Vitez angleškega langua v času velike bitke, je napisan v latinščini:

Tukaj počiva La Valette.

Zaslužen večne slave,

On, ki je bil nekoč bič Afrike in Azije,

In ščit Evrope.

Od tu je izgnal barbare z njegovimi svetimi rokami,

Je prvi, ki je pokopan v tem prelepem mestu,

Katerega ustanovitelj je bil.
- Valletta danes

1. 1 2  data.bnf.fr: platforma za odprte podatke — 2011.